# آکه کالیالا
آکه کالیالا (فنلاندی: Aake Kalliala؛ زادهٔ ۵ اکتبر ۱۹۵۰) بازیگر اهل فنلاند است.
از فیلم‌هایی که وی در آن‌ها نقش داشته‌است، می‌توان به در راه عمواس، وارس: راه مردان درستکار و سه مرد عاقل اشاره نمود.